# Melegena
Melegena is een kevergeslacht uit de familie van de boktorren (Cerambycidae). De wetenschappelijke naam van het geslacht werd voor het eerst geldig gepubliceerd in 1869 door Pascoe.

## Soorten
Melegena omvat de volgende soorten:
- Melegena cyanea Pascoe, 1871
- Melegena diversipes Pic, 1933
- Melegena emarginata Holzschuh, 1993
- Melegena flavipes Gahan, 1906
- Melegena fulva Pu, 1990
- Melegena pubipennis Pascoe, 1869